# 亭淵駅
亭淵駅（チョンヨンえき、정연역）は、現在の大韓民国江原特別自治道鉄原郡に存在した金剛山電気鉄道の駅（廃駅）である。

## 歴史
- 1924年8月1日：亭淵里駅として開業[1]。
- 日時不明：亭淵駅に改称。
- 1950年：朝鮮戦争により廃止。